# Caspar Philipp von Ketteler
Caspar Philipp von Ketteler (* 1612; † 18. Februar 1676 in Paderborn) war ein römisch-katholischer Geistlicher, Domdechant in Paderborn und Domherr in Münster.

## Leben
Caspar Philipp von Ketteler entstammte der westfälischen Adelsfamilie von Ketteler und war der Sohn des Rotger Ketteler zu Middelburg und dessen Gemahlin Ursula von Meschede. Mit dem Erhalt der Tonsur am 13. April 1626 wurde Caspar Philipp auf ein geistliches Leben vorbereitet. Mit kurfürstlicher Provision wurde er am 7. Juni 1645 für die Dompräbende des verstorbenen Domherrn Caspar Korff gen. Schmising präsentiert und am 1. Juli auf die Geschlechter Ketteler, Meschede, Raesfeld und Büren aufgeschworen. Damit kam er in den Besitz der Pfründe. Mit der Vorlage des Studienzeugnisses der Universität Paris wurde er am 27. April 1648 emanzipiert. Die Wahl zum Domdechanten in Paderborn fiel auf den 1. Dezember 1651. 1652 erhielt er vom Fürstbischof das Schloss Merlsheim. Caspar Philipp war Subdiakon.
Er war eifriger Förderer des Franziskanerklosters Paderborn. Bei der Grundsteinlegung für ein neues Konventsgebäude am 6. Juni 1663 trug die Grundsteinplatte folgende Inschrift:  Anno apartu Virginis MDCLXIII Christi Vicario et Pontifice optimo Maximo ALEXANDRO VII., Leopoldo primo Imperatore Augustissimo etc., Ferdinando Rmo. Celsissimo et Illustrissimo Antistite Paderbornensi S. Rom. Imp. Principe, Corni te Pyrmontano etc. Rms. Gratiosus et praenobilis Dnus. CASPARUS PHILIPPUS de KETTELER, Cathedralium Ecclesiarum Paderbornensis et Monasteriensis respective Decanus et Canonicus Capitularis hunc lapidem DEO et DEI Matris Virginis Mariae Virgineo Sponso S. Josepho Sacrum in fundamento no vi Conventus Paderbornensis, Cuius dignissimus est Pater Spiritualis, Zelosus ac liberalis Promotor, posuit 6to die Junii
(Übersetzung: Im Jahre 1663 nach der Geburt durch die Jungfrau, unter dem Stellvertreter Christi und Papst Alexander VII., unter Leopold 1., dem erhabensten Kaiser usw. unter Ferdinand dem hochwürdigsten, erhabenen und durchlauchtigsten Bischof von Paderborn, des Hl. Römischen Reiches Fürst, Graf von Pyrmont usw. hat der hochwürdigste, gnädige und hochadelige Herr Caspar Philipp von Ketteler, Dechant bzw. Domherr der Kathedralkapitel zu Paderborn und Münster zur Ehre Gottes und des jungfräulichen Bräutigams der Gottesmutter und Jungfrau Maria S. Joseph diesen Grundstein zum neuen Paderborner Konvent, dessen würdigster geistlicher Vater, eifriger und freimütiger Förderer er ist, am 6. des Monats Juni gesetzt.).
Er starb im Alter von 63 Jahren. Sein Epitaph befindet sich in der Marienkapelle des Paderborner Doms.